# Harold Norman Moldenke
Harold Norman Moldenke, född den 11 mars 1909 i Watchung, New Jersey, död den 7 januari 1996 i Corvallis, Oregon, var en amerikansk botaniker och taxonom vars expertis främst är på verbenaväxter, akantusväxter, Stilbaceae, Dicrastylidaceae, Symphoremaceae, Nyctanthaceae och ullknappsväxter.
Auktorsnamnet Moldenke kan användas för Harold Norman Moldenke i samband med ett vetenskapligt namn inom botaniken; se Wikipediaartiklar som länkar till auktorsnamnet.